# Стать Джоном Ленноном
«Стать Джоном Ленноном» (англ. Nowhere Boy — «Мальчик из ниоткуда») — художественный биографический фильм о детстве и юности Джона Леннона — от рождения и до конца 50-х годов, когда был сформирован первый музыкальный коллектив с его участием — группа The Quarrymen.
Фильм основан на биографической книге единоутробной сестры Леннона Джулии Бейрд «Представьте себе — я выросла с Джоном Ленноном» (англ. Imagine This: Growing Up With My Brother John Lennon).
Премьера фильма в России состоялась 27 мая 2010 года.

## Сюжет
Действие фильма разворачивается в 1955 году — умирает дядя Джона, Джордж Смит. С пяти лет Джон живёт со своей консервативной тётей Мими, которая воспитывает его как родного сына. Импульсивная мать Джулия оставила его в раннем детстве. 15-летний Леннон общается с ними обеими, а они в свою очередь пытаются завоевать его любовь. Спокойная тётя следит за его учебой, оберегает от опасностей жизни, а вновь обретенная мать, напротив, хочет познакомить Джона со взрослой жизнью.
Леннон учится средне, хулиганит, ухаживает за девушками. Раздираемый семейными конфликтами, он осваивает гитару и начинает писать музыку, позже основывает группу вместе с Полом Маккартни (Томас Сангстер) и Джорджем Харрисоном (Сэм Белл).

## В ролях
- Аарон Джонсон — Джон Леннон
- Томас Сангстер — Пол Маккартни[1]
- Энн-Мари Дафф — Джулия, мама Джона
- Кристин Скотт Томас — Мими, тётя Джона
- Сэм Белл — Джордж Харрисон

## Награды
На 63-й церемонии вручения наград премии BAFTA фильм был номинирован на награды в категории «Лучший фильм», «Премия за лучший дебют британского сценариста, режиссёра или продюсера», «Лучший британский фильм», а за награду «Лучшая женская роль второго плана» боролись между собой Кристин Скотт Томас и Энн-Мари Дафф.
Последняя была признана лучшей исполнительницей второстепенной роли по версии British Independent Film Awards. Ни одной награды на премии фильм не собрал.

## Факты
- Название фильма Nowhere Boy — отсылка к песне The Beatles «Nowhere Man». Также несколько раз на протяжении фильма Джону говорят фразу «Ты идёшь в никуда» (англ. «You're going nowhere»).
- Пол Маккартни — левша, из-за этого Томасу Сангстеру пришлось переучиваться играть на гитаре[2].
- Главный постер фильма — отсылка к альбому Джона Леннона «Imagine» на задней стороне обложки помещена фотография Леннона, смотрящего в небо.